# 開閉
| ウィキペディアには「開閉」という見出しの百科事典記事はありません（タイトルに「開閉」を含むページの一覧/「開閉」で始まるページの一覧）。 代わりにウィクショナリーのページ「開閉」が役に立つかもしれません。 |